# GSC3594-2403
GSC3594-2403 — хімічно пекулярна зоря спектрального класу A2, що має видиму зоряну величину в смузі V приблизно 10,3.